# (5706) Finkelstein
(5706) Finkelstein – planetoida z pasa głównego asteroid okrążająca Słońce w ciągu 5,52 lat w średniej odległości 3,12 j.a. Odkryta 23 września 1971 roku przez Krymskie Obserwatorium Astrofizyczne w Naucznym. Nazwa planetoidy pochodzi od Andrieja Michajłowicza Finkelsteina (ur. 1942), eksperta w dziedzinie relatywistycznej mechaniki nieba i   radioastronomii, założyciela i dyrektora Instytutu Astronomii Stosowanej Akademii Nauk ZSRR w Leningradzie.